# Ducati Scrambler 800
Die Ducati Scrambler 800 ist ein unverkleidetes Motorrad des italienischen Motorradherstellers Ducati. Die Scrambler wurde auf der World Ducati Week (WDW) in Misano und auf der Intermot 2014 vorgestellt und wird seit 2014 in Bologna hergestellt.

## Geschichte
Ducati baute von 1962 bis 1976 Scrambler mit Hubräumen von 250, 350 und schließlich 450 Kubikzentimetern, die vor allem in den Vereinigten Staaten verkauft wurden. Als Hommage an die Motorräder aus den 1960er Jahren ist in die Kraftstofftankdeckel „Born in 1962“ eingraviert und das Zündschloss in das Scheinwerfergehäuse integriert. Ducati bezeichnet diesen Stil als „Post-Heritage“.

## Varianten
Die Scrambler wird verschiedenen Varianten angeboten.  Der Saugmotor, der Rahmen, Schwinge, Gabel und Bremsen sind bei allen Modellen, bis auf Sixty2, gleich. Sie unterscheiden sich durch austauschbare Komponenten wie Guss- oder Drahtspeichenräder, drei verschiedene Sitzbänke, Auspufftopf mit kurzem Einzel- oder Doppelrohr, herkömmlichen Heckkotflügel oder seitlich an der Hinterradnabe angebrachte Radabdeckung, Lenker mit oder ohne Mittelstrebe, vier verschiedene Vorderradkotflügel und die seitlichen Kraftstofftankblenden.
| Modellbezeichnung     | Einführung im Modelljahr | Letztes Modelljahr | Eigenschaften |
| --------------------- | ------------------------ | ------------------ | --- |
| Icon                  | 2015                     |                    | Basismodell, Gußräder, austauschbare Tank-Seitenabdeckungen |
| Classic               | 2015                     | 2018               | Hoher Kennzeichenhalter, Metall-Schutzbleche, Speichenräder |
| Full Throttle         | 2015                     | 2020               | Termignoni Auspuff Anlage, vorne Mini-Kotflügel, Sitzbank im Flat-Track-Stil, Gußräder                                                                                               |
| Urban Enduro          | 2015                     | 2016               | Lenkerquerstrebe, hoher Kotflügel vorne, Scheinwerfergitter, Motorschutz, Speichenfelgen                                                                                             |
| Italia Independent    | 2015                     | 2015               | Auf 1077 Stück limitiertes Sondermodell, farbiger Rahmen und farbige Räder |
| Flat Track Pro        | 2016                     | 2016               | Flacher Lenker, vorne Mini-Kotflügel, Startnummerntafeln, Gußräder |
| Cafe Racer            | 2017                     | 2020               | Speichenräder, Stummellenker, Lenkerspiegel, Startnummerntafeln, blaue Sitzbank |
| Desert Sled           | 2017                     |                    | Nachfolger von Urban Enduro 19-/17-Zoll-Räder, Speichenräder, Federweg 200/200 mm, hoher Kotflügel vorn, Scheinwerfergitter, Motorschutz, hoher Kennzeichenhalter, Offroad-Fußrasten |
| Sixty2                | 2017                     |                    | Kleinerer Motor mit 30 kW Leistung und 399 cm3 Hubraum, einfachere Federgabel und Stahlrohr-Hinterradschwinge, Speichenräder                                                         |
| Mach 2.0              | 2018                     | 2018               | Sondermodell, Design von Roland Sands |
| Icon Dark             | 2020                     |                    | Ähnlich Icon aber mit einfacherer Ausstattung |
| Nightshift            | 2021                     |                    | Nachfolger von Full Throttle und Cafe Racer, breiter Lenker, Speichenfelgen, seitliches Nummernschild                                                                                |
| Desert Sled Fasthouse | 2021                     |                    | Auf 800 Stück limitiertes Sondermodell der Desert Sled, schwarze Speichenräder, roter Rahmen, geänderte Sitzbank, schwarz-graue Lackierung                                           |
| Urban Motard          | 2022                     |                    | Speichenräder, Startnummerntafeln, hoher Kotflügel vorn |

## Konstruktion

### Antrieb
Der luft- und ölgekühlte Zweizylindermotor basiert auf dem Desmodue-Twin der Ducati Monster 796, hat jedoch eine geänderte Nockenwelle. Der quer eingebaute V-Motor hat einen Zylinderwinkel von 90 Grad und ist L-förmig eingebaut. Aus 803 cm³ Hubraum erzeugt der Viertaktmotor eine Nennleistung von 54 kW (73 PS) bei einer Drehzahl von 8250 min−1 und ein maximales Drehmoment von 68 Nm bei 5750 min−1. Die Ventilüberschneidung beträgt 11 Grad. In den zwei Zylinderköpfen steuert jeweils eine zahnriemengetriebene, obenliegende Nockenwelle über eine Desmodromik das Ein- und Auslassventil.
Das Motorrad beschleunigt in 4,1
Sekunden von 0 auf 100 km/h und erreicht eine Höchstgeschwindigkeit von 195 km/h.

### Kraftstoffversorgung
Die Gemischbildung erfolgt über eine elektronisch geregelte Saugrohreinspritzung. Die zwei Drosselklappen haben einen Durchmesser von 50 mm. Die 2-in-1-Auspuffanlage aus rostfreiem Stahl mündet auf der rechten Fahrzeugseite in einen Endschalldämpfer. Der von zwei Lambdasonden geregelte Katalysator senkt die Schadstoffkonzentration unter die Grenzwerte der Abgasnorm Euro-3. Der Kraftstofftank fasst 13,5 Liter, die theoretische Reichweite liegt auf Landstraße bei 293 km.

### Fahrwerk
Das Fahrwerk besteht aus einem stählernen Gitterrohrrahmen. Das Vorderrad wird von einer Upside-down-Teleskopgabel mit 41 mm Standrohrdurchmesser und 150 mm Federweg geführt und von einer 330 mm großen Bremsscheibe mit Vierkolben-Festsattel verzögert. Der Lenkkopf hat einen Winkel von 66 Grad, der Nachlauf beträgt 112 mm. Die Sitzposition ist aufrecht.
Die Hinterradführung besteht aus einer Doppelarmschwinge aus Stahlrohr mit einem linksseitig angeschlagenen, verstellbaren Mono-Federbein, das maximal 150 mm einfedert. Das Federbein an der Hinterradschwinge ist direkt angelenkt und neigt zum Unterdämpfen. Das Trockengewicht beträgt 170 kg, das Leergewicht 186 kg und die Zulässige Gesamtmasse 390 kg.
Das serienmäßige, abschaltbare Antiblockiersystem MP9.1 von Bosch unterstützt die Verzögerung.

### Mechatronik
Der Rund-Scheinwerfer und das Rücklicht sind in LED-Technik ausgeführt. Im Cockpit zeigt ein digitales Rundinstrument die Geschwindigkeit an. Unter der Sitzbank befindet sich ein USB-Anschluss. Eine Gang- und Kraftstoffanzeige wurde ab Modelljahr 2019 realisiert.

## Marktpositionierung
Nach Florian Pillau hat die Motorrad-Retrowelle „eine modegetriebene Anziehungskraft auf Jüngere, die nostalgisch wirkende Motorräder individuell aufpeppen und umbauen. Sie wollen kein Bike von der Stange, sondern ein Unikat. Es geht nicht um Leistung, sondern um Individualität.“ Im Marktsegment der Scrambler konkurriert die Ducati mit der Triumph Scrambler, die seit 2006 auf dem Markt ist, der Moto Guzzi V7 Scrambler und der BMW R nineT Scrambler. Im Bereich der Retro-Motorräder werden zudem noch Roadster von BMW, Honda, Kawasaki und Moto Guzzi angeboten.
Ducati setzt für gewöhnlich auf Werte wie Supersport und Premium, weshalb der Hersteller die Scrambler in Darstellung und Auftritt von den anderen Produktreihen absetzt und auf einer eigenen Webseite vermarktet. Für den Motorradtester Clemens Gleich ist die Scrambler „ein tolles, kleines Kraftrad, das die Grundlagen des Motorradfahrens wieder in den Vordergrund rückt“.
Nach Paul Owen ist die Scrambler im Hinblick auf „Punch“, Sitzposition und Fahrwerk am ehesten mit der Suzuki TS 400 (1971–1979) zu vergleichen, Clemens Gleich fühlt sich durch die „liebevoll retro-gestaltete, konservative Geometrie“ an die Yamaha SR500 (1978–1999) erinnert.

## Kritiken
„Kritisch angemerkt sei, dass die Federelemente nicht allzu komfortabel ausgelegt sind, am Heck trampelt das Federbein gelegentlich ins Kreuz. Und für längere Touren sind die Fußrasten etwas zu hoch angebracht. Ansonsten gibt sich die neue Ducati betont puristisch. Sie verzichtet auf elektronische Fahrhilfen, nichts braucht eingestellt zu werden.“

„Das Fahrwerk der Ducati Scrambler […] federt und dämpft ehrlich bis direkt, zwingt mit seinem nicht eben supersensiblen Ansprechen auf schlechtem Belag aber dazu, etwas Fahrt herauszunehmen. […] Die Scrambler ist ein ehrliches, sympathisches Motorrad für Kevlarflanell- und Jethelmträger, Entschleuniger und Entschleunigte.“

„Gut 190 km/h sind möglich, aber kein Vergnügen: Wegen der aufrechten ‚Ich-umarme-die-Welt-Haltung‘ hinterm Geweihlenker geht man alsbald vom Gas. Für lange Distanzen braucht man ein gestähltes Gesäß: Ins niedrig plazierte Polster (79 cm Sitzhöhe) drückt sich mit der Zeit eine Mulde. Nach zwei Stunden zwiebelt jeder weitere Kilometer. Dafür macht dieser handlichen, ausgewogenen Ducati während der flotten Runde durchs kurvige Hinterland keiner etwas vor. Jeden Rhythmus geht sie mit. Stadtgewusel mag sie ebenfalls, wenngleich beim Anfahren die Kupplung etwas rupft.“

“[The Ducati Scrambler is] a bike that is basically as sporty as a Monster but with a more laid-back personality. It’s just about as easy to relax on while offering a lot more performance headroom. Even if its suspension is a bit stiff for bumpy dirt roads, the bike is ultimately truer to the scrambler ethic, both in image and performance numbers, freeing both your mind and your body just a little bit more. The real power of the new Ducati Scrambler is that it will evoke a feeling of longing and nostalgia 20 years from now, and anybody who’s ridden the bike will know just how real it is.”

„[Die Ducati Scrambler ist] ein Motorrad, das im Grunde so sportlich wie eine Monster ist, doch mit einem lässigeren Charakter. Es ist einfach darauf zu entspannen, während sie noch ausreichend Leistungsreserven bietet. Auch wenn das Fahrwerk für holprige Feldwege ein wenig zu steif ist, ist das Motorrad doch letztendlich treuer an der Scrambler-Ethik, sowohl im Aussehen als auch in den Leistungsdaten, und befreit Geist und Körper etwas mehr. Die wahre Stärke der neuen Ducati Scrambler liegt darin, dass sie ein Gefühl von Sehnsucht und Nostalgie von vor 20 Jahre weckt, und jeder, der das Motorrad fährt, wird feststellen wie echt es ist.“